# Musée national de la Résistance
Le Musée national de la Résistance est situé à Anderlecht en Région bruxelloise. Il présente la résistance en Belgique, mais également dans les autres pays de l'Europe au cours de la seconde guerre mondiale.
Créé en 1972 par d'anciens résistants du Front de l'Indépendance et du Comité d'Action de la Résistance (CAR). Le musée se situe dans l'ancien atelier de photogravure Lauwers, qui a participé à l'édition du journal clandestin, "Le Faux Soir".
Sans distinction politique, religieuse ou philosophique, le musée présente une collection d'objets, de documents et d'archives de la résistance en Belgique durant la Première et la Deuxième Guerre mondiale. Sont ainsi présentés la Campagne des 18 jours, des témoignages des pratiques nazies, la résistance armée et les actes de sabotage, la résistance civile, les réfractaires au service du travail obligatoire, la collaboration, la répression par l'occupant, le racisme, les opérations de sauvetage, les prisonniers de guerre, les réseaux de renseignement, la presse clandestine
Une salle du musée est réservée aux témoignages de l'occupation subie par les autres pays d'Europe, mais également par l'ex-Union soviétique qui compte 27 millions de morts.

## Galerie

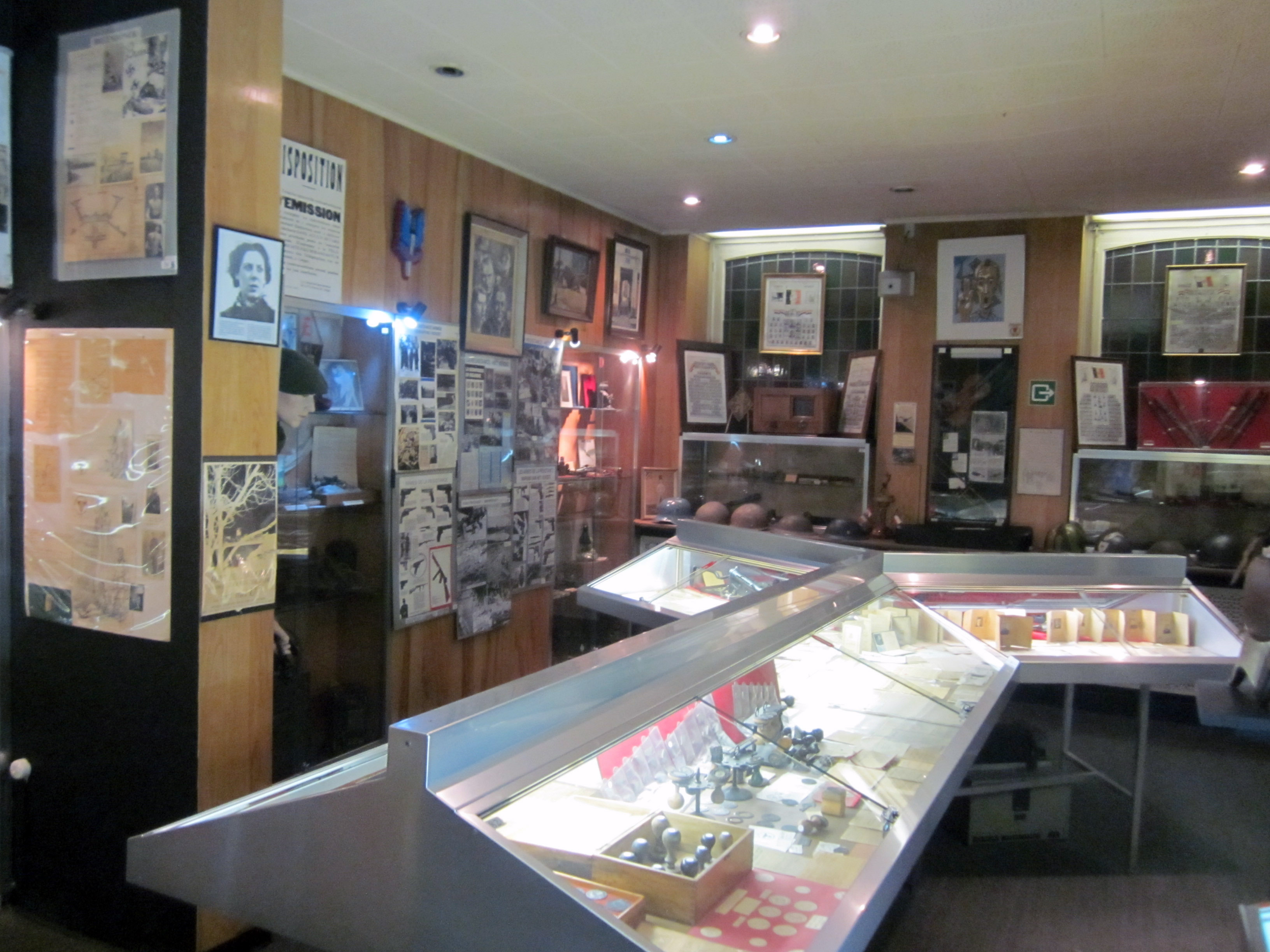
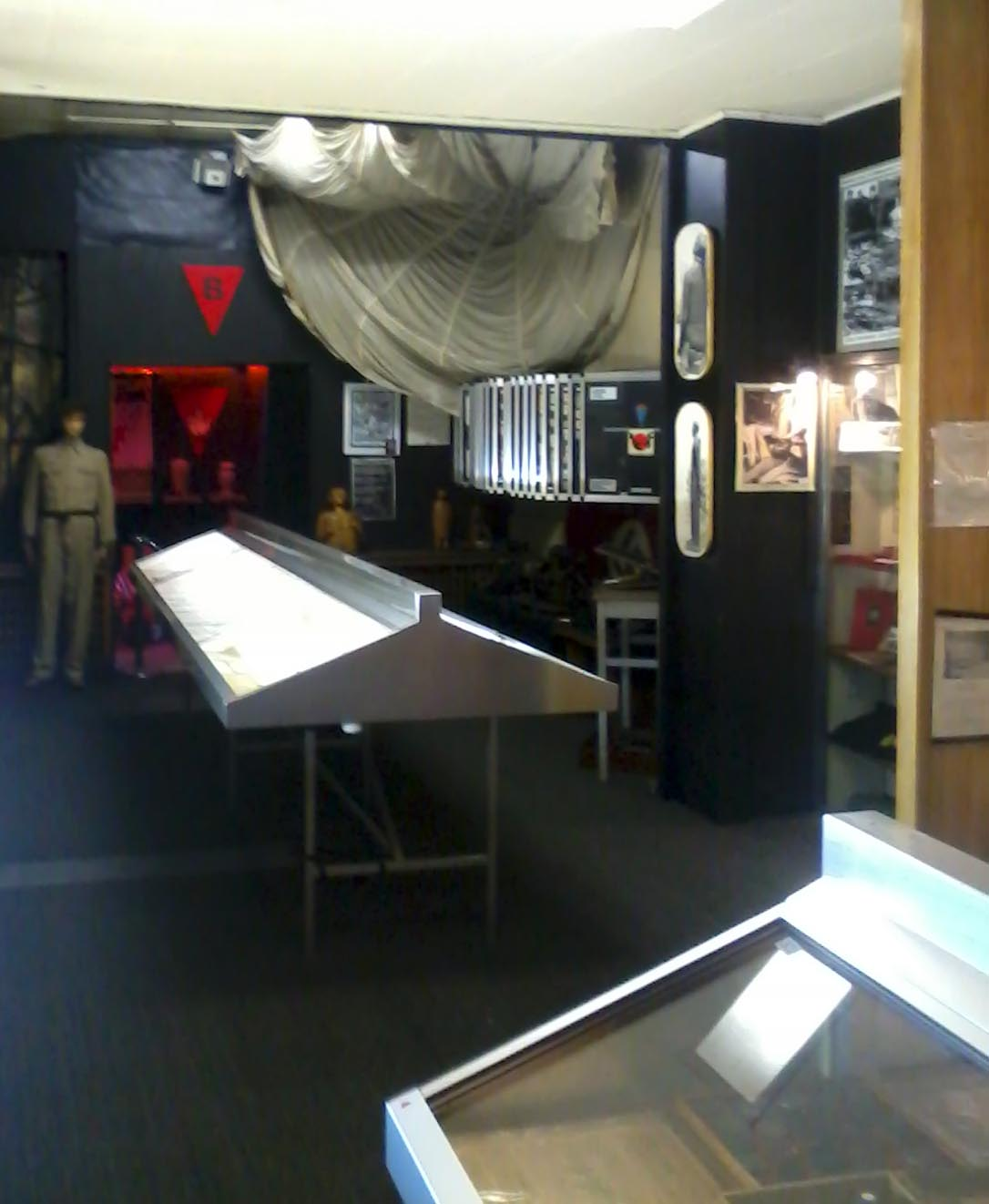